# IPadOS 26
iPadOS 26 — седьмой и следующий крупный релиз операционной системы iPadOS от Apple для iPad. Он был анонсирован в июне 2025 года на Всемирной конференции разработчиков 2025 года (WWDC). Он является прямым преемником iPadOS 18 и был анонсирован вместе с iOS 26, macOS 26 Tahoe, watchOS 26, visionOS 26 и tvOS 26.
Начиная с этой версии iPadOS, Apple изменила систему нумерации для обеспечения единообразия во всех операционных системах. 
Это первая iPadOS с новым дизайном Liquid Glass.
iPadOS 26 станет первой версией iPadOS, которая будет эксклюзивной для iPad с Apple Neural Engine, поскольку в ней больше не будет поддержки iPad седьмого поколения. Это первая версия iPadOS, в которой больше не будет поддержки iPad с 10,2-дюймовым дисплеем, и первая версия после iOS 11, в которой больше не будет поддержки только одной модели.

## Новые функции и изменения

### Пользовательский интерфейс
Впервые со времен iOS 7 пользовательский интерфейс был переработан с использованием нового дизайна Liquid Glass, использующего значки и меню с расширенным использованием прозрачности, аналогично visionOS.

### Управление окнами
Новая система управления окнами создает схожий опыт с macOS. Теперь приложения можно свободно изменять в размерах, с элементами управления по цвету светофора, как в настольной системе, которые позволяют пользователю сворачивать приложение, закрыть его или развернуть на весь экран. Панель меню в стиле macOS доступна при смахивании вниз по верхней части дисплея. Параметры масштабирования окон также доступны при их перелистывании или использовании новых параметров упорядочивания рабочего стола. 
Существующие полноэкранный режим и режим управления окнами Stage Manager по-прежнему доступны; Stage Manager теперь также поддерживается всеми iPad, поддерживающими iPadOS 26, а не только моделями с чипами серии M. 

### Журнал
Приложение , ранее доступное только на iOS, теперь имеет специальную версию для iPadOS с поддержкой Apple Pencil. 

## Поддерживаемые устройства
Для iPadOS 26 требуются iPad с чипсетом A12 или более поздней версии, в связи с чем поддержка iPad (7-го поколения) будет прекращена. iPadOS 26 также является первой версией iPadOS, в которой будет прекращена поддержка iPad без Neural Engine.
iPad Air (3-го поколения) — единственный поддерживаемый iPad с дисплеем 10,5 дюйма.
Как и в iPadOS 18, для дополнительных функций Apple Intelligence требуются iPad с процессором A17 Pro SoC или M1 SoC или более поздней версии, которые доступны только на iPad Mini (7-го поколения или более поздней версии), iPad Air (5-го поколения или более поздней версии) и iPad Pro (5-го поколения или более поздней версии).
iPad с процессорами A12, A12X, A12Z, A13 или A14 имеют ограниченную поддержку.
iPad с процессором A15 или A16 имеют функции, которые не поддерживаются на старых iPad.
Полную поддержку имеют iPad с процессорами M-серии или A17 Pro.
Поддерживаются следующие модели: 
- iPad (8-го поколения) и более поздние модели
- iPad Mini (5-го поколения) и более поздние модели
- iPad Air (3-го поколения) и более поздние модели
- iPad Pro 11 дюймов (1-го поколения) и более поздние модели
- iPad Pro 12,9 дюйма (3-го поколения) и более поздние модели

## История версий
|  | Предыдущий выпуск |  | Последний выпуск |  | Последняя версия для разработчиков |

| Версия    | Номер сборки | Дата выхода     | Примечания к выпуску                                           |
| --------- | ------------ | --------------- | -------------------------------------------------------------- |
| 26 Beta 1 | 23A5260n     | 9 июня 2025     | iOS & iPadOS 26.0 Beta 1 Developer Release Notes               |
| 26 Beta 2 | 23A5276f     | 26 июня 2025    | iOS & iPadOS 26.0 Beta 2 Developer Release Notes               |
| 26 Beta 3 | 23A5287g     | 7 июля 2025     | iOS & iPadOS 26.0 Beta 3 Developer Release Notes               |
| 26 Beta 4 | 23A5297i     | 22 июля 2025    | iOS & iPadOS 26.0 Beta 4 Developer Release Notes               |
| 26 Beta 4 | 23A5297m     | 24 июля 2025    | Public Beta 1                                                  |
| 26 Beta 5 | 23A5308g     | 5 августа 2025  | iOS & iPadOS 26.0 Beta 5 Developer Release Notes Public Beta 2 |
| 26 Beta 6 | 23A5318c     | 11 августа 2025 | iOS & iPadOS 26.0 Beta 6 Developer Release Notes               |
| 26 Beta 6 | 23A5318f     | 14 августа 2025 | Public Beta 3                                                  |